# Armando (album)
| Đánh giá chuyên môn | Đánh giá chuyên môn |
| Nguồn đánh giá      | Nguồn đánh giá      |
| Nguồn               | Đánh giá            |
| ------------------- | ------------------- |
| Allmusic            | link                |

Armando là album phòng thu bằng tiếng Tây Ban Nha đầu tiên và cũng là album phòng thu thứ năm của nam ca sĩ nhạc rap Pitbull. Album được phát hành vào ngày 2 tháng 11 năm 2010. Theo Allmusic, tựa đề album được đặt theo tên họ bố của anh.

## Danh sách ca khúc
| STT | Nhan đề                                                                              | Sản xuất                           | Thời lượng |
| --- | ------------------------------------------------------------------------------------ | ---------------------------------- | ---------- |
| 1.  | "Armando" (Intro) (The Agents hợp tác với Papayo)                                    | The Agents                         | 0:43       |
| 2.  | "Maldito Alcohol"                                                                    | Afrojack, Dj Buddha                | 3:21       |
| 3.  | "Esta Noche" (DJ Antoine vs. Mad Mark & Clubzound Mix)                               | DJ Antoine, Mad Mark, Clubzound    | 3:02       |
| 4.  | "Mujeres"                                                                            | Marc Kinchen                       | 3:06       |
| 5.  | "Bon, Bon"                                                                           | Yolanda Be Cool & DCUP, DJ Alvaro  | 3:35       |
| 6.  | "Guantanamera"                                                                       | Dj Buddha, Marc Kinchen            | 3:25       |
| 7.  | "Tu Cuerpo" (hợp tác với Jencarlos)                                                  | Jencarlos, David "D-Minor" Miranda | 4:04       |
| 8.  | "Vida 23" (hợp tác với Nayer)                                                        | DJ Snake, Clinton Sparks           | 3:20       |
| 9.  | "Amorosa" (hợp tác với MC Marcinho & Papayo)                                         | Marc Kinchen, DJ Laz               | 3:32       |
| 10. | "Watagatapitusberry" (hợp tác với Sensato del Patio, Black Point, Lil Jon & El Cata) | DJ Class                           | 3:41       |
| 11. | "Orgullo"                                                                            | Rocco Valdes                       | 3:17       |
| 12. | "Preguntale"                                                                         | DropDeadBeats, Eddy Garcia         | 3:05       |

## Xếp hạng và chứng nhận

### Xếp hạng
| Bảng xếp hạng (2010)        | Vị trí cao nhất |
| --------------------------- | --------------- |
| US Billboard 200            | 65              |
| US Billboard Latin Albums   | 2               |
| US Billboard Rap Albums     | 6               |
| US Billboard Digital Albums | 24              |

### Chứng nhận
| Quốc gia                                  | Chứng nhận    | Số đơn vị/doanh số chứng nhận |
| ----------------------------------------- | ------------- | ----------------------------- |
| Hoa Kỳ (RIAA)                             | Vàng (Latinh) | 0^                            |
| ^ Chứng nhận dựa theo doanh số nhập hàng. |               |                               |